# Pleiocarpidia capitata
Pleiocarpidia capitata är en måreväxtart som beskrevs av Cornelis Eliza Bertus Bremekamp. Pleiocarpidia capitata ingår i släktet Pleiocarpidia och familjen måreväxter. Inga underarter finns listade i Catalogue of Life.